# Den ständiga resan
Den ständiga resan är ett studioalbum från 1992 av den svenska popsångerskan Marie Fredriksson. Albumet återutgavs 2002 till CD i boxen "Kärlekens guld", då på skivmärket Capitol. Titelspåret tolkades av det Svenska progressiva dödsmetallbandet Opeth på bonus-utgåvan av deras album Watershed.

## Låtlista
1. Intro - 0:48
2. Det regnar igen - 4:42
3. Så stilla så långsamt - 5.40
4. Den ständiga resan - 4:15
5. Så länge det lyser mittemot - 5:16
6. Där isen är som tunnast - 4:27
7. Medan tiden är inne - 3:45
8. Ett enda liv - 4:51
9. Tid för tystnad - 3:53
10. Det jag verkligen ville - 3:40
11. Den där novemberdan - 4:41
12. Vem tror du att du är? - 5:22
13. Genom ett krossat fönster - 2.20
14. Mellan sommar och höst -   4:19
15. Outro - 0:48
16. Till sist - 2.19

### Bonusspår på 2003 års CD-utgåva
1. Sparvöga - 4:09
2. Ann Katrin farväl - 4:48
3. Felicia Adjö - 4:28
4. Veronica - 4:15

## Listplaceringar
| Lista (1992-1993) | Topplacering |
| ----------------- | ------------ |
| Norge             | 17           |
| Sverige           | 1            |